# Familles de Barrès
Il a existé plusieurs familles de Barrès dans l'ancienne province du Languedoc, toutes éteintes de nos jours.
Une origine commune entre certaines d'entre elles a été avancée mais sans preuves à ce jour.

## Famille de Barrès (Biterrois)
La famille de Barrès est une famille française éteinte, originaire du Languedoc. L'un de ses membres, M. de Barrès-Combas

## Famille de Barrès du Molard (Vivarais)
- Filiation suivie depuis : 1591 ;
- Origine du patronyme : Le Molard est une seigneurie possédée par cette branche, située à Saint-Pierre-la-Roche[1] ;
- Statut : noblesse (maintenue dans sa noblesse d'extraction par arrêt du Conseil d'État du roi rendu à Paris le 18 avril 1790) ;
- Titre : elle a reçu également un titre de vicomte héréditaire par ordonnance du 6 décembre 1814 et par lettres patentes du 4 novembre 1815, en la personne Jean Scipion Fleury de Barrès du Molard, chef de bataillon d'artillerie au régiment de Valence[2],[3]. Ce titre a été octroyé « en considération de l'ancienneté de sa noblesse, des services de ses ancêtres, de ceux de son père en qualité d'officier supérieur et général, de sa conduite particulière et de son entier dévouement pour la cause du roi. » ;
- Armes : elles figurent dans l'Armorial général de France (édit de 1696) en la personne de « N. du Molard, châtelain de Pousin »[4]. Par ailleurs, les blasons portés par ses différentes branches sont présents dans l’Armorial du Vivarais de Benoît d’Entrevaux[1]. Enfin voici les armes du 1er vicomte de Barrès du Molard : « D'argent à trois barres de gueules accompagnées, en chef d'un croissant du même et en pointe de trois étoiles aussi de gueules » ; l'écu timbré d'une couronne de vicomte[3],[5] ;
- Origine : elle serait apparentée à la famille de Barrès (du Biterrois) ;
  - Bénigne Chérin, du Cabinet des titres, écrit en 1815 dans son Mémoire généalogique sur la famille de Barrès du Molard : « L'opinion de la famille de Barrès du Molard a toujours été que les Barres, Barrès et Barrez (du Biterrois) sortaient de la même souche, à une époque très reculée. Ce qu'il y a de certain, c'est que les Barrès de Béziers, famille qui est toujours restée catholique, et dont l'évêque d'Agde était issu, ont eu toujours l'opinion qu'ils étaient de la même famille que les Barrès du Molard. M. de Barrès, marquis de Pouzolles, était lié à M. de Barrès du Molard et se traitaient de cousin. Cependant leurs armes n'ont rien de commun que trois étoiles. Cette famille de Béziers n'a pas des papiers plus anciens que ceux du Molard ; elle croyait aussi sortir d'une ancienne famille noble du nom de Barres ou des Barres d'une autre province que le Languedoc, où les de Barrès de Béziers croient ne s'être établis qu'à l'époque de l'évêque d'Agde de ce nom. L'opinion commune des deux familles était qu'elles sortaient de la Champagne, mais rien ne le prouve. Et il est impossible de trouver quelques recherches qu'on ait pu faire des actes plus anciens que ceux détaillés dans l'inventaire du maire de Chomérac, soit en Vivarais, soit en Languedoc, c'est-à-dire au Pouzin ou à Béziers[6]. »,
  - Le Moniteur universel du 10 août 1816 relatant l'octroi du titre de vicomte à Louis de Barrès-Combas fait également référence au même titre conféré à « M. de Barrès-Dumolard » en 1814, en indiquant que ce dernier est « aujourd'hui chef de la branche de Barrès, établie en Vivarais », présentant ainsi ces deux familles comme ayant la même origine[7],
  - De la même manière, cette opinion est reprise dans l'Annuaire général héraldique de 1902 : « Les actes en possession de la famille (de Barres, du Biterrois) ne remontent seulement que jusqu'en 1513. D'après la tradition, la famille de Barrès-Combas se serait fixée dans le Midi à la suite de la croisade de Louis VII. Elle s'est séparée depuis fort longtemps de la branche de Barrès du Molard, fixée en Ardèche[8]. »,
  - Par ailleurs, elles sont parfois confondues (en raison de leur province commune d'origine et de leur titre similaire de vicomte, octroyé qui plus est au même moment sous la Restauration)[6],[9],[10] ;
- Subsistance : cette famille est aujourd'hui probablement éteinte, sans doute à la fin du XXe siècle[1].

## Famille (de) Barrès (Pézenas, Biterrois)
- Filiation suivie depuis : 1573[11] ;
- Statut : ancienne bourgeoisie (noblesse personnelle pour l'un de ses membres[12]) ;
- Services : elle a donné presque une dizaine de docteurs en médecine de la faculté de Montpellier, deux premiers consuls de Pézenas, deux gardes du corps du roi et plusieurs prêtres ;
- Armes : elles figurent dans l’Armorial général de France (édit de 1696) en la personne de « Marc Antoine de Barrès d'Auteville, ancien capitaine »[13] : « D'azur à un mur d'argent élevé pour servir à clore une haute ville sur un mont d'azur ombré de sable, le mur chargé de trois barres de gueule, et crénelé de cinq pièces et de deux demies chargées aussi de cinq besants et de deux demi besants, le tout d'argent. » Ce sont des armes parlantes, donc sans doute personnelles et non familiales[14],[15] ;
- Origine : originaire d'Agde, cette famille s'est fixée à Pézenas vers la fin du XVIe siècle avec Louis Barrès, couturier du duc de Montmorency ;
- Subsistance : cette famille est aujourd'hui éteinte ; son dernier représentant masculin semble être Vincent Barrès (1743-1794), docteur en médecine, sans postérité masculine[11].